# Лімасольський замок
Лімасо́льський за́мок (грец. Κάστρο Λεμεσού, тур. Limasol Kalesi) — середньовічний замок, розташований поблизу старої гавані з західного краю історичного центру міста Лімассол. Збудований для захисту порту та міста. Замок у сьогоднішньому вигляді є спорудою, перебудованою приблизно в 1590 році під час османського панування.

## Історія
Археологічні дослідження в замку показали, що він був побудований на основі ранньохристиянської базиліки (4–7 ст. н. е.) та середньовізантійської пам'ятки (10–11 ст. н. е.). Знахідки під замком свідчать про існування церкви, можливо, першого собору міста, можливо тамплієрів.
За словами Етьєна Лузіньяна, оригінальний замок був зведений Гі де Лузіньяном у 1193 році. Перша офіційна згадка про форт датується 1228 роком, під час перебування на Кіпрі імператора Священної Римської імперії Фрідріха II і повязаними з цим обставинами Війни з ломбардцями. Від його зведення до початку XVI століття руйнування завдавали місту безперервні напади генуезців і мамелюків, а також землетруси, що чергувалися з реставраціями та реконструкціями. Руйнація середньовічного замку відбулася під час рейду генуезців у 1373 році, коли ті захопили і спалили місто. Тривалий час воно було покинуте і відбудоване у XV столітті.
У 1538 році османи захопили Лімасол і замок. Венеційський губернатор Кіпру, повернувши замок, вирішив знести його, щоб уникнути можливого захоплення. Це руйнування завершено в 1567—1568 роках. Після захоплення Османами Кіпру в 1576 році, залишки або частини залишків замку були включені в новий османський форт, завершений у 1590 році, який був значно зміцнений. Підземну камеру та перший поверх перетворили на тюремні камери й використовували до 1950 року.
За легендою, саме тут Річард Левове Серце одружився з Беренгарією Наваррською і коронував її королевою Англії в 1191 році.

## Архітектура

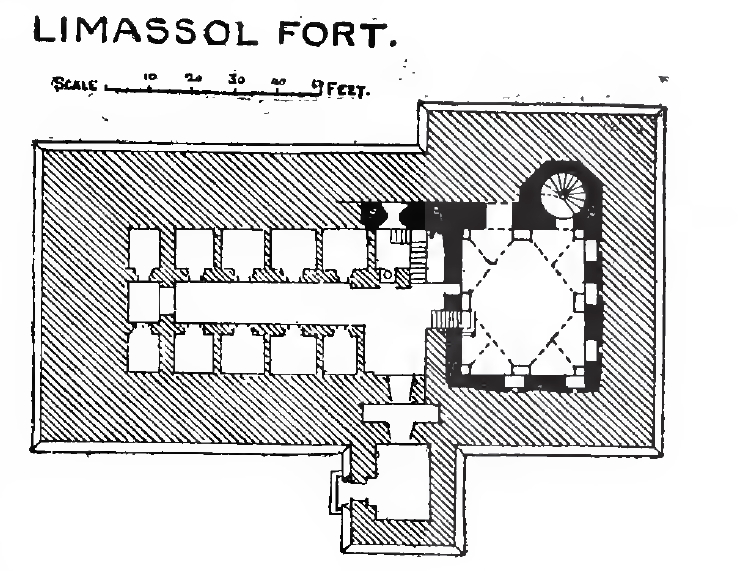
План замку 1918 р. Помітно старішій середньовічний замок квадратної форми, та бічна прибудова.

У формі квадратний. Товщина стін 2 метри. Вхід до замку зроблений через приміщення охорони. Всередину сходи ведуть до велетенського підземелля з хрестовими склепіннями. Спіральні сходи ведуть на дах замку. Зі східнього боку замку є прибудовані три поверхи з кімнатами.

## Кіпрський музей Середньовіччя
Кіпрський музей Середньовіччя (Cyprus Mediaeval Museum) розпочав свою роботу в будівлі Лімасольського замку 28 березня 1987. Експозиція музею включає експонати з різних районів Кіпру, датовані IV—XVII століттями. У центральному холі замку розташовуються кам'яні різьблені надгробки XIV століття та орнаментований гіпсовий зліпок із фігурами святих, зроблений з порталу собору Святої Софії у Нікосії. У цокольному поверсі музею вздовж довгого коридору розташована колекція франкських та венеційських кам'яних різьблених надгробків, на яких зображені постаті покійних ченців, лицарів та аристократів з їхніми гербами, атрибутами та короткими епітафіями. На верхньому поверсі музею демонструються зібрання середньовічної зброї та обладунків, мармурові різьблені фрагменти ранньохристиянської базиліки, колекції монет, олійних ламп, золотих, срібних, бронзових предметів, а також середньовічна кераміка.

## Галерея

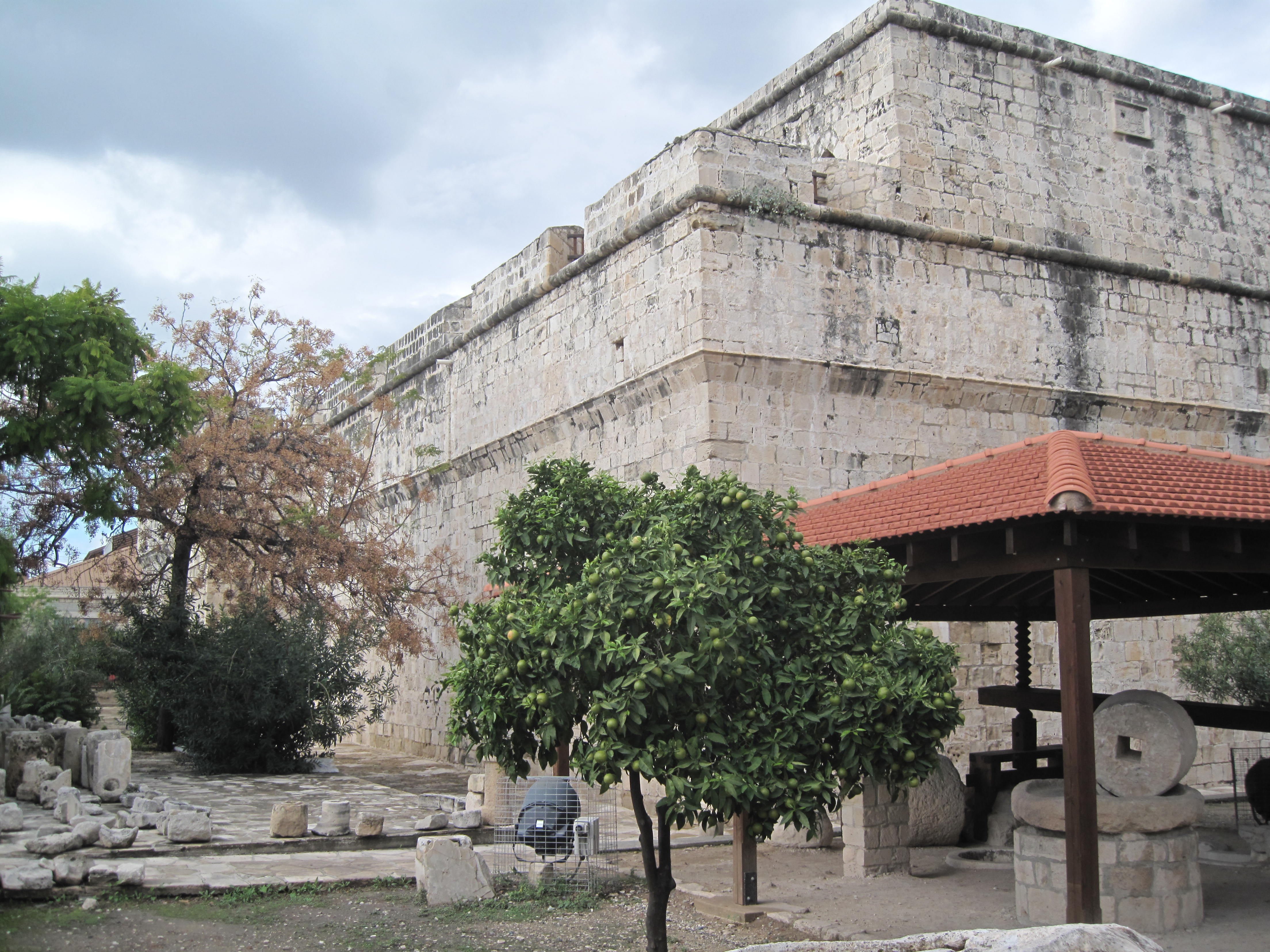
Східний фасад
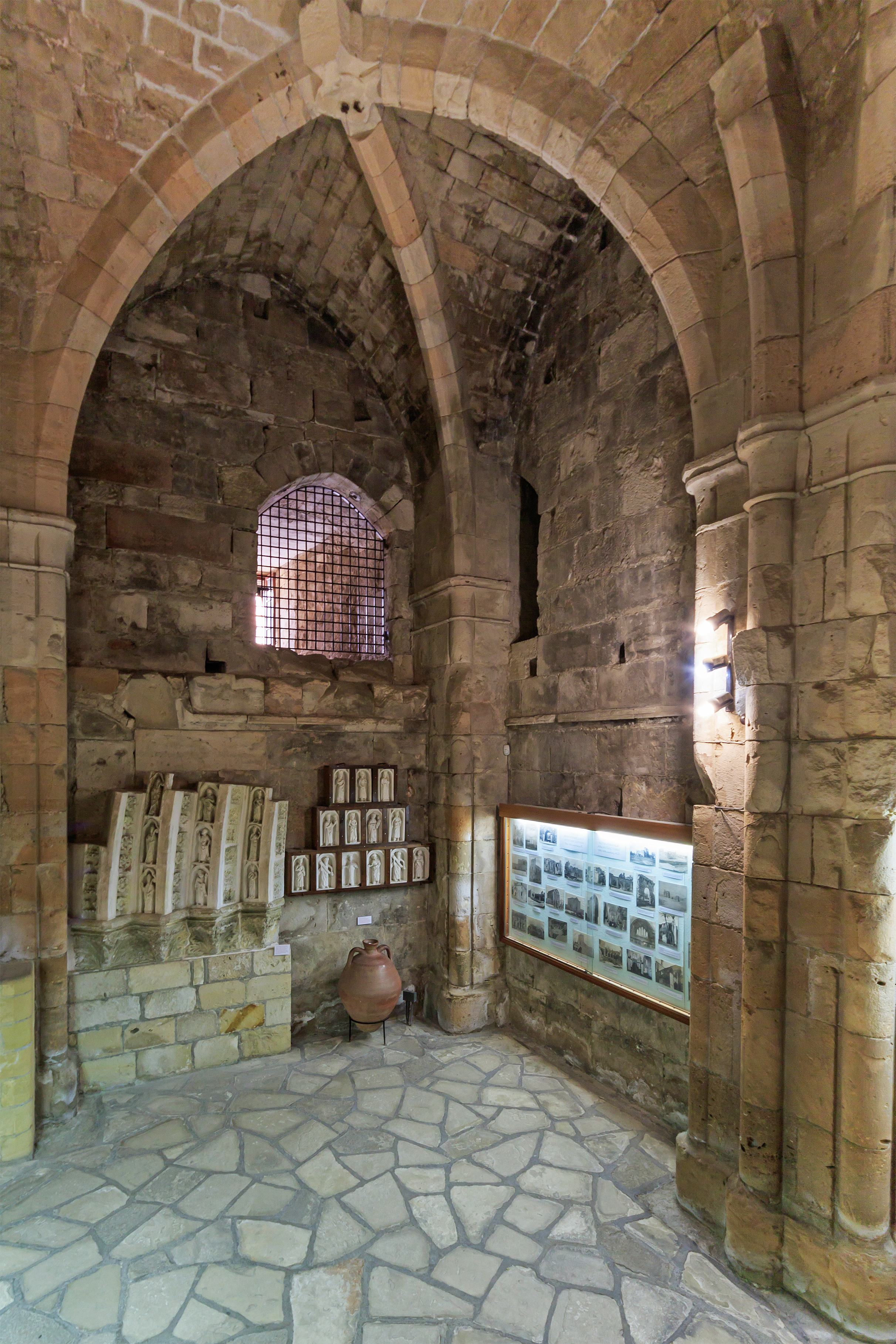
Інтер'єр
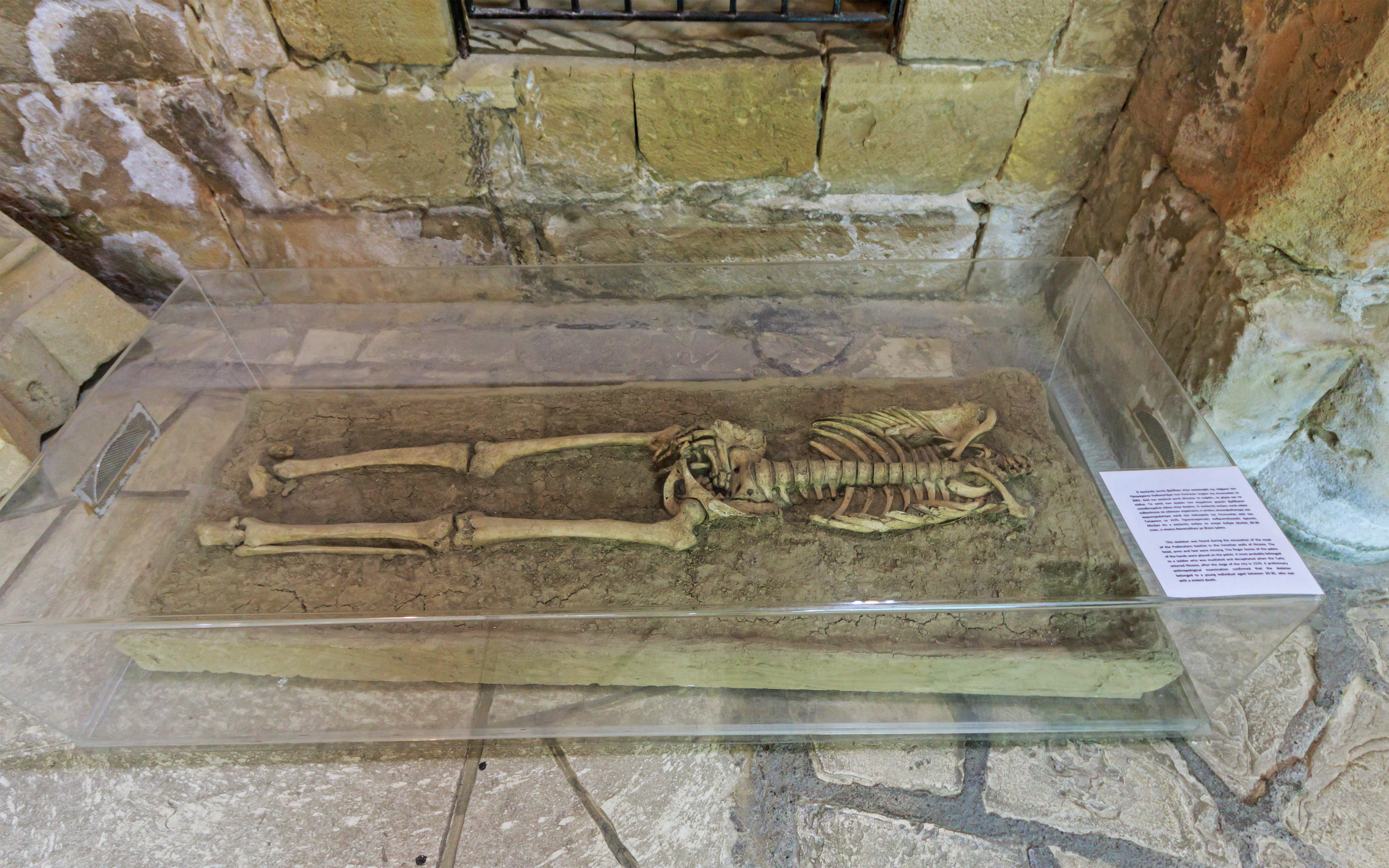
Інтер'єр
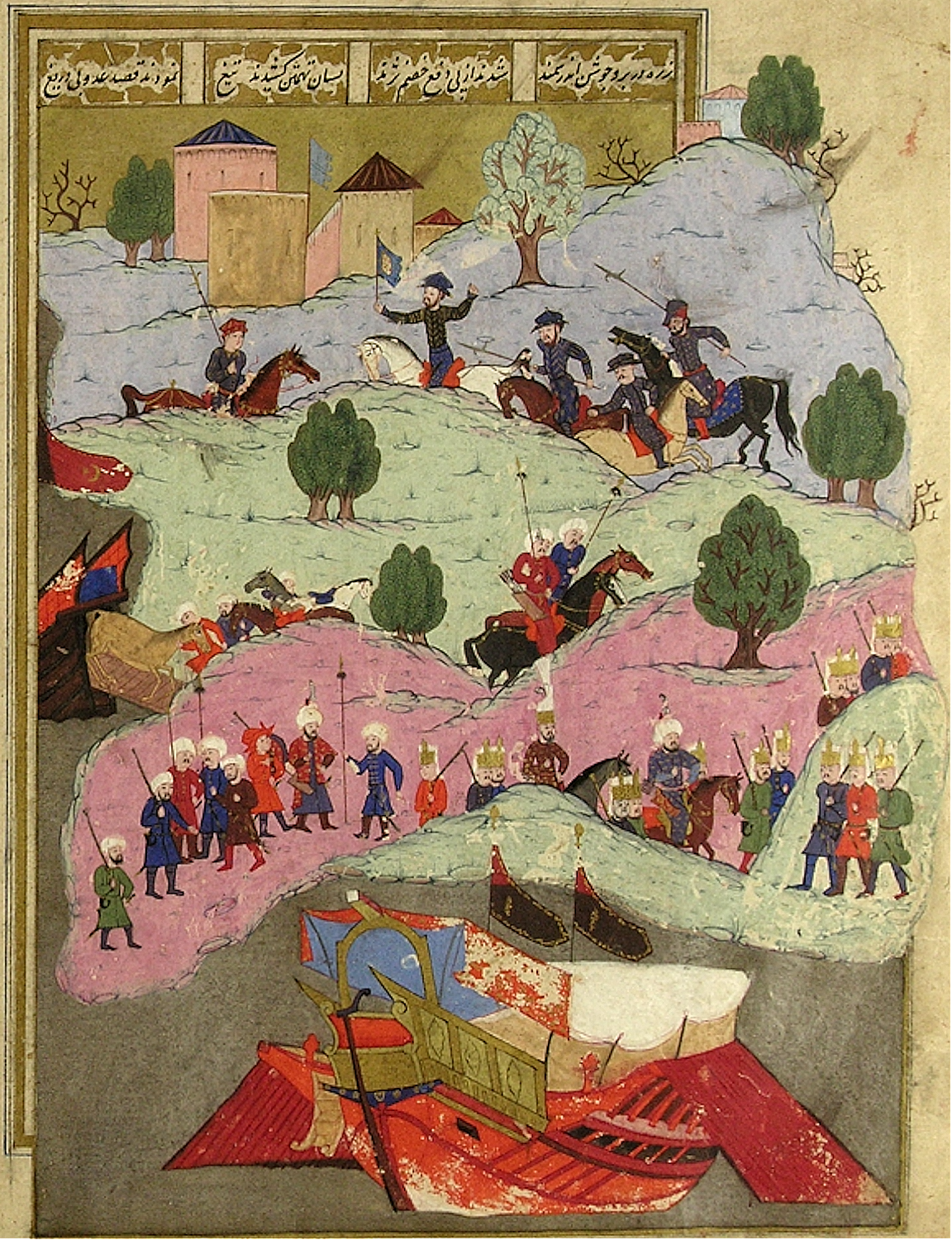
Мініатюра, що зображує висадку османських солдатів у Лімасольському замку під час османського завоювання Кіпру в 1570–1571 рр.